# Camille Muffat
Camille Muffat (Nizza, 28 ottobre 1989 – Villa Castelli, 9 marzo 2015) è stata una nuotatrice francese.

## Biografia

### Morte
Morì il 9 marzo 2015 all'età di 25 anni in un incidente tra due elicotteri presso la località di Villa Castelli, in Argentina, dove si trovava per le riprese di un programma televisivo di TF1. Nello stesso incidente rimasero uccise altre 9 persone: la velista Florence Arthaud, il pugile Alexis Vastine, cinque membri dell'équipe televisiva di TF1 e i due piloti argentini.

## Carriera
Specializzata nello stile libero e nei misti, vinse una medaglia di bronzo agli Europei di Eindhoven 2008. Partecipò alle Olimpiadi di Pechino 2008, ottenendo dei buoni piazzamenti: 5º nella staffetta 4 × 200 m sl, 12º nei 200 m misti e 19º nei 400 m misti. Nel 2012 prese parte alle Olimpiadi, dove riuscì a vincere un oro nei 400 m sl, un argento nei 200 m sl e un bronzo nella 4 × 200 m sl. Ai campionati mondiali di Barcellona del 2013 era la favorita, coi migliori tempi dell'anno, nei 400 m e 200 m stile libero. Tuttavia chiuse la gara vinta a Londra al 7º posto, mentre riuscì ad aggiudicarsi un bronzo nei 200 m dietro a Missy Franklin e Federica Pellegrini. Il 12 luglio 2014 comunicò il ritiro dall'attività agonistica.

## Palmarès
- Olimpiadi

Londra 2012: oro nei 400 m sl, argento nei 200 m sl e bronzo nella 4 × 200 m sl.
- Mondiali

Shanghai 2011: bronzo nei 200 m sl e nei 400 m sl.
Barcellona 2013: bronzo nei 200 m sl e nella 4 × 200 m sl.
- Mondiali in vasca corta

Dubai 2010: oro nei 200 m sl e bronzo nella 4 × 200 m sl.
- Europei

Eindhoven 2008: bronzo nei 200 m misti.
Budapest 2010: argento nella 4 × 200 m sl.
- Europei in vasca corta

Helsinki 2006: argento nei 200 m misti.
Debrecen 2007: oro nei 200 m misti e bronzo nei 400 m misti.
Fiume 2008: argento nei 400 m sl.
Chartres 2012: oro nei 200 m sl, nei 400 m sl e nella 4 × 50 m sl mista.
- Giochi del Mediterraneo

Pescara 2009: oro nei 200 m misti.
- Mondiali giovanili

Rio de Janeiro 2006: oro nella 4 × 100 m sl, argento nei 200 m misti, bronzo nei 50 m sl e nei 100 m sl.
- Europei giovanili

Budapest 2005: oro nei 200 m misti e nella 4 × 100 m misti e argento nei 100 m sl.